# Grimoald III
Grimoald III fou príncep de Benevent, fill i successor d'Arechis II (de fet el 788, però de iure des del 787).
El seu germà gran Gisolf havia mort feia anys i l'hereu era un altre germà, Romuald, que els darrers any del govern d'Arechis II va estar associat per aquest al govern. Però Romuald va morir el 21 de juliol del 787, un mes abans que el pare. Aquest havia intentar als darrers mesos violar el jurament de fidelitat que havia fet a Carlemany en el tractat de pau d'aquell mateix any. Carlemany havia enviat uns missi dominici per prendre possessió del feus que Benevent havia d'entregar al Papa. Arichis II s'hauria aliat amb l'emperador romà d'Orient al que va oferir reconèixer la seva sobirania i rapar-se i vestir-se a la moda grega, i a canvi demanava el ducat de Nàpols i el títol de patrici; l'emperador havia d'enviar al seu cunyat Adelchis (fill del darrer rei llombard) amb un exèrcit. Se sap que l'emperador va demanar com a ostatge a Romuald, i doncs hauria acceptat aquestes propostes, però no va saber la mort de Romuald ni la d'Arachis a finals d'agost (el dia 26).
El 788 l'emperador bizantñi va enviar un exèrcit a Itàlia manat per l'estrateg Teodor de Sicília i amb dos spatharis, que portaven regals pel príncep incloent vestits de la moda grega. L'emperador esperava enviar a Adelchis al nord i actuar en conjunt amb Arechis II al sud, aixecant així les dues branques dels llombards. Però Teodor i els dos spatharis es van trobar amb una situació inesperada, ja que el príncep havia mort i el principat havia quedat sota control dels missi dominici de Carlemany, el qual tenia com a ostatge Grimoald, i havia enviat al territori al diaca Atton, i a l'ostiari Goteran, als que van seguir poc després Maginari, abat de Sant Denis, el diaca Josep i el comte Liuderic.
La seva missió era l'entrega al Papa dels anomenats patrimonis beneventins, i examinar d'acord amb el Papa la situació del principat esdevinguda a la mort d'Arechis II; el Papa va aconsellar anar tots junts i no separar-se mai per donar més aparença d'autoritat a les decisions que es poguessin prendre. Els missi eren a Benevent poc després de la victòria dels francs sobre els bavaresos el 30 d'octubre del 787. Sembla que Atton es va decantar per demanar a Carlemany l'enviament de Grimoald i encara que el Papa va haver de manifestar el seu acord, esperava poder revertir la situació i aturar al príncep en el camí de Benevent.
En aquest moment Adelchis va arribar a Itàlia, però no a l'Exarcat de Ravenna com s'havia previst, sinó al sud. Els missi es van intentar reunir a Benevent, on cadascun anava pel seu compte, però quan Maginari, Luderic i Josep hi va arribar, Atton i Goteran ja havien marxat a Salern el dia abans per entrevistar-se amb què
 hi havia establert la residència. Els beneventins els encoratjaven a marxar a Salern però Maginari i els seus companys es malfiaven i pensaven que els volien als cinc reunits per agafar-los com a ostatges i obtenir la restitució de les viles entregades al Papa i la proclamació de Grimoald; segons el Papa Adrià I fins i tot es va planejar l'assassinat dels missis a Nàpols o a Amalfi, però Maginari no fa esment d'aquest complot en una carta a Carlemany i en canvi el Papa assegura que n'estava informat.
Maginari va restar a Benevent fingint una malaltia i va demanar a Atton i Goteran la tornada junt amb 14 nobles llombards per a poder negociar; Adelperga, la vídua d'Arechis II, va enviar a Goteran, però no a cap noble llombard. Sentint-se amenaçats els quatre missi francs van abandonar Benevent i es van retirar a Spoleto (meitat de gener del 788) on esperarien a un exèrcit franc que havia de garantir els projectes carolingis.
Mentre Atton restava a Salern i Adelperga no podia, davant ell, rebre els ambaixadors grecs; finalment els beneventins la van convèncer de negociar amb els carolingis i exigir el retorn de Grimoald. El 20 de gener del 788 els delegats grecs van arribar a Salern. Adelperga es va entrevistar el 22 de gener del 788 amb Teodor i els dos spatharis, i segons el Papa esperaven l'arribada de Grimoald per sotmetre's als romans d'Orient. El 25 de gener els romans d'Orient retornaven a territori imperial, al ducat de Nàpols. No sembla que els romans d'Orient obtinguessin massa garanties de la princesa, ni tan sols la renovació del tractat signant amb Arechis II, ja que el Papa reconeix que els ambaixadors van demanar instruccions; mentre van restar a Nàpols amb el bisbe Esteve, preparant un plan de campanya. Sembla que Adelberga havia posat per davant el retorn de Grimoald i que seria aquest el que decidiria després.
Atton estava d'acord amb l'enviament del príncep, però Adria I s'hi oposava amb totes les seves forces i posava l'alternativa entre Grimoald, enemic de Carlemany i fill d'Arechis II també enemic de Carlemany, o el Papa, aliat fidel de la monarquia carolíngia. Finalment però, Carlemany va acceptar el retorn de Grimoald acompanyat de dos missi, Betton i Roron, que ho van anunciar al Papa que va intentar fer revocar la decisió al rei franc en una carta en la qual li anunciava el desembarcament d'Adelchis a Itàlia i que Adelperga esperava l'arribada de Grimoald per anar a retrobar-se amb el príncep llombard fill de Desideri d'Ístria a Tàrent on la princesa beneventina havia depositat els tresors de l'estat; el Papa assegurava que només es podia evitar enviant un exèrcit franc a la primavera.
Abans de poder retornar, Grimoald va haver de jurar fidelitat a Carlemany i garantir una submissió més estreta que la del seu pare i com a marca exterior els llombards havien de portar la barba a la moda franca i les seves monedes havien d'esmentar al rei que també seria anomenat a l'inici de les actes. Segons el Chronicon Salernitanum també va haver d'acceptar com a consellers als nobles llombards profrancesos Authari i Paulipertet i fer arrasar els murs de Salern, Conza i Acerenza (però aquesta darrera condició, si realment fou imposada, no es va complir). La tornada de Grimoald, conegut llavors com a Grimoald III, no va impedir la revolta de Adelchis amb suport romà d'Orient; les tropes gregues anaven dirigides pel sacellari i logoteta Joan, i pel patrici Teodor, estrateg de Sicília. Però, contra el que s'esperava, Grimoald III fou fidel al jurament fet i es suposa que en aquell moment va considerar als romans d'Orient més perillosos que els francs; va marxar contra els grecs amb el duc de Spoleto Hildeprand, i un petit contingent de francs dirigits pel missus Guinichis; es va lliurar una batalla a la frontera entre grecs i llombards i els romans d'Orient foren derrotats tenint moltes baixes i el sacellari Joan va caure presoner i fou executat (novembre del 788).
La fidelitat de Grimoald III a Carlemany no fou de llarga durada. Progressivament va anar eliminant les mostres de fidelitat (les monedes, el nom a les actes) i es va acostar als grecs casant-se amb una princesa grega de nom Wantia, d'origen desconegut. Des d'aquest moment se sap poc de la història del príncep a part d'una sèrie d'expedicions que va dirigir el rei Pipí d'Itàlia, actuant en nom del seu pare Carlemany. La primera d'aquestes campanyes es va fer el 791; el 792 s'hi va ajuntar Lluís el Pietós que va sortir d'Aquitània i va anar a Itàlia pel coll del Mont Cenis per ajudar el seu germà i durant l'hivern va penetrar a territori de Benevent però l'estació era dolenta i les malalties van impedir l'avanç, i la primavera del 793 Lluís va retornar sense haver obtingut cap resultat.
El 800, quan Carlemany va anar a Roma per rebre la consagració imperial, va encarregar a Pipí una nova expedició, que tampoc va tenir èxit, altre cop en gran part degut al clima. El 801 la campanya fou més afortunada; Carlemany havia anat personalment al ducat de Spoleto i segurament va dirigir els inicis de l'expedició; Chieti fou ocupada (i en endavant fou part del ducat de Spoleto), saquejada i incendiada; el comte local, Roselm, fou fet presoner i Carlemany el va condemnar a l'exili; però una epidèmia va aturar als francs per un temps; el 802 els francs van reprendre l'atac i van ocupar Ortona i Lucera. En aquesta darrera Guinichis, ara duc de Spoleto successor d'Hildeprand, va rebre el comandament de la plaça amb una guarnició de francs; però en la contraofensiva beneventina, Grimoald III va recuperar Lucera i va fer presoner al duc Guinichis.
Grimoald III va morir el 807; el seu tresorer, també anomenat Grimoald, fill d'Ermenrich, fou proclamat príncep pels nobles amb el nom de Grimoald IV.